# Ace Combat: Assault Horizon
Ace Combat: Assault Horizon (с англ. — «Битва асов: Штурм горизонта») — видеоигра серии Ace Combat в жанре аркадного симулятора, созданная студией Project Aces и изданная Namco Bandai Games для PlayStation 3, Xbox 360 и Windows.

## Сюжет
Игра начинается в Майами. Действия происходят в 2015 году. Полковник Уильям Бишоп, лидер эскадрильи Ворвульф, которая является частью 108-й Целевой группы транснациональных военных сил ООН, при участии сил России и НАТО выполняет миссию по ликвидации российского синдиката «Блатной». Битва идёт нормально, пока не появляется некий пилот с пастью акулы на носу и не сбивает Бишопа. Бишоп катапультируется, но, пока он летит, «Акула» налетает на него. Оказывается, это был сон Бишопа. Всё происходит иначе. Бишоп находится в Восточной Африке и ликвидирует мятежников. Далее два вертолётных звена — «Шутер» (Апачи) и «Номад» (Блэк Хоки) — выполняют задание по уничтожению оружейного склада мятежников. После успешного выполнения задания на отходе взрывается некая боеголовка, и все кроме Рэя и Стрелка (управляемый персонаж) погибают. Между натовскими силами и силами русских разгораются напряженные отношения, особенно между генералом НАТО Пьером Ла-Пойнте и русским генералом Иваном Стайглешовым. Другой солдат, русский майор Сергей «Ильич» Ильичёв (Рэд Мун 1), рад служить со своими американскими коллегами и быстро завязывает дружбу с Бишопом и капитаном Хосе «Гатс» Гутьерресом (Ворвульф 2). Перед очередным полётом, на базу 108 группы нападают мятежники. В ходе боя Ильича сбивают. Д-Рэй и Номады получают задание спасти Ильича, что он делает с успехом, но на отходе вновь взрывается таинственная боеголовка убившая большинство вертолётчиков. Стрелок Рэя, Джек говорит что среди мятежников есть русские (мать Джека живёт в Санкт-Петербурге и поэтому он знает русский свободно). Они говорили что-то о переправке грузовиков с оружием на юг. А единственный город на юге это Могадишо. Гатс хочет его разнести, но Ла-Пойнте говорит что они представляют историческую ценность, но если послать штурмовую группу то мятежники их убьют. Тогда майор Жанис Рил (Рэйзор 1) придумала послать штурмовую группу и прикрыть их с AC-130 (Спуки 01), а Ворвульфы позаботятся об авиации. Под прикрытием Спуки и Шутеров, Номады высаживают группу Браво 8 под командованием лейтенанта Николоса. После подрыва бункера с оружием, во время эвакуации, Николос не сел в вертолёт пытаясь найти одного из своих людей, но этого солдата убили, поэтому Николасу сбросили спаскомплект и подхватили со Спуки. Когда Ворвульфы пытались сесть внезапно взлетело звено Стайглешова «Биг Бэр» на срочный бой с мятежниками над ближайшим городом Карут. После боя внезапно Стайглешов предал их и улетел с половиной российских лётчиков, а его звено «Биг Бэр» сбили. Ильич остался на стороне Бишопа. После окончания боя Бишоп встретил лидера наемников, «Акулу», и вовлёк его в дуэль. Тот берёт верх над Бишопом, серьёзно повредив его истребитель. К счастью для него, у Акулы кончается топливо, и тот отступает, но не без насмешки. После возвращения Бишопа на базу Акула демонстрирует силу той боеголовки, убившей большинство вертолётчиков, используя её и уничтожая Карут. 108-я группа покидает Африку.
После инструктажа Ла-Пойнте выясняется, что мятежники финансируются преступным синдикатом «Блатной» и что они уже 2 раза взрывали высокомощную боеголовку «Тринити» и что Акула — это Герой Российской Федерации, полковник Андрей Марков. Ворвульфы летят в Дубай. Но город не собирались уничтожать. Д-Рэй и его группы «Шутер» и «Номад» вылетели в Суэцкий канал для уничтожения образцов «Тринити», но «Тринити» там не было. Оказывается, всё это было отвлекающим манёвром. Тем временем в России совершается переворот под лидерством Маркова и Стайглешова, теперь война идёт не с «Блатным», а с НРФ (Новая Российская Федерация). После всего этого 108-я группа летит в Россию, где захватывает крепость НРФ; неожиданно появляется Марков и сбрасывает «Тринити», но Бишоп взрывает её в воздухе. После они отражают нападение на базу «Белый». После этого время майор Рил на Кавказе уничтожает базу по запуску МБР с боеголовками «Тринити», а Ворвульфы прикрыли её после операции. Позже Бишоп спасает русского премьер-министра и уничтожает флот НРФ. После Ла-Пойнте посылает всех в Москву. Первыми идут вертолётные эскадрильи «Шутер» (Aн-64 Апач), «Номад» (MH-60 Блэк Хок) и русская эскадрилья «Оса» (Ми-24 Hind). НРФ взрывает «Тринити», но Кремль, к счастью, цел. Д-Рэй был сбит, но выжил. В это время в Москву прилетели «Ворвульфы». В ходе битвы появляется Марков. Бишоп одерживает верх, но Марков катапультировался. Стайглешов сдаётся, однако Марков продолжает драться и убивает Стайглешова. Он рассказывает почему он желает уничтожить США. Во время одной из бомбардировок случайно погибла его жена. Марков желает уничтожить Майами и сам несёт у себя на подвеске крылатую ракету, снаряжённую боеголовкой «Тринити». Появляются «Ворвульфы», Марков пускает ракеты в лоб Бишопу, но Гатс заслоняет Бишопа собой. Гатс катапультируется, но исчезает с радаров и считается мёртвым. Бишоп атакует Маркова в лоб и повреждает хвост «Тринити», а Ильич предает Бишопа и вступает с ним в дуэль, в которой погибает. Марков летит в Вашингтон, чтобы взорвать Белый дом. В Вашингтоне во время битвы уничтожают крейсер США «Анцио». После этого 6 бомбардировщиков Ту-160 пытаются разнести город, но их всех сбивают, но 6-й сбитый бомбардировщик падает на мост Вудро-Вильсона и уничтожает пост Джерико 1, Джерико 2 берёт командование наземными войсками. Неожиданно появляется Марков и вступает в смертельную дуэль с Бишопом. Марков погибает, но успевает сбросить «Тринити». Бишоп уничтожает бомбу в последний момент и едва не погибает. После он садится в аэропорту, где его встречают как героя. Там же Рил говорит ему, что Гатс жив и к нему летят спасатели. После титров показывают Гатса, за которым прилетели спасатели.

## Реакция критиков и награды
| Сводный рейтинг | Сводный рейтинг | Сводный рейтинг |
| Издание         | Оценка          | Оценка          |
| Издание         | PS3             | Xbox 360        |
| --------------- | --------------- | --------------- |
| GameRankings    | 75,93 %         | 78,54 %         |

По результатам ежегодного опроса читателей российского портала AG.ru, игра заняла четвёртое место в номинации «Лучший симулятор».
Игра заняла третье место в номинации «Экшен года» (2011) журнала «Игромания».
Летом 2018 года, благодаря уязвимости в защите Steam Web API, стало известно, что точное количество пользователей сервиса Steam, которые играли в Ace Combat Assault Horizon - Enhanced Edition хотя бы один раз, составляет 527 228 человек.

## Особенности
Assault Horizon сильно отличается от других игр серии следующим: впервые в истории серии действие игры происходит не на альтернативной, а на реальной планете Земля (так, можно полетать в небесах над Майами, Дубаем, Вашингтоном и Москвой); появилась возможность использовать вертолёты (только AH-64 Апачи и Ми-24); в одной из миссий имеется промежуточный этап с бомбардировщиком (B-1 Lancer или B-2 Spirit); введены режимы ведения ближних боев (для самолётов — Dogfight, для наземной атаки — Air Strike, что делает баталии более динамичными). Также имеется миссия с участием AC-130, схожая с миссией из Call of Duty 4: Modern Warfare на идентичном самолёте.